# Blacklight (film)
Blacklight è un film del 2022 diretto da Mark Williams. Il film è un thriller d'azione interpretato da Liam Neeson, Emmy Raver-Lampman, Taylor John Smith e Aidan Quinn.

## Trama
L'attivista politica Sofia Flores durante una manifestazione a Washington parla sull'uguaglianza delle donne e l'uguaglianza razziale; quella stessa sera viene assassinata fuori dalla sua casa da un pirata della strada, un atto deliberatamente pianificato dai suoi oppositori.
Travis Block, un veterano della guerra del Vietnam, lavora direttamente per Gabriel Robinson, il direttore dell'FBI, i suoi compiti includono l'estrazione di agenti sotto copertura che si trovano in situazioni instabili o complicate e altri lavori delicati per l'FBI; l'incarico attuale di Travis è quello di portare sotto copertura l'agente dell'FBI Dusty Crane.
Tuttavia Dusty si mette nei guai e contatta una giornalista, Mira Jones, sostenendo di avere informazioni sulla morte di Sofia Flores che vuole divulgare. Travis è incaricato di arrestarlo e anche se ci riesce, Dusty trova sempre un modo per fuggire; durante l'ennesima fuga dal museo, dove ha incontrato Mira, racconta brevemente a Travis che Flores è stata uccisa per ordine di Robinson e poco dopo viene assassinato da due agenti dell'FBI che ci avevano già provato a casa sua. Travis decide di saperne di più e incontra Mira, lei gli rivela che Dusty affermava di avere informazioni sull'Operazione Unità, un programma top secret dell'FBI ispirato a COINTELPRO, gestito da Robinson con l'obiettivo di assassinare civili innocenti, tra cui Sofia.
Quando Drew, il redattore di Mira, decide di pubblicare un articolo sulla misteriosa morte di Dusty, viene assassinato in un incidente stradale dagli stessi due agenti dell'FBI che avevano assassinato Dusty e Sofia. Nel frattempo, la famiglia di Block viene messa nella protezione testimoni e sparisce senza lasciare nessuna traccia.
Mira convince Travis ad aiutarla a scoprire il mistero dell'Operazione Unità, della morte di Dusty e Drew; lui le rivela che Robinson ha una cassaforte in casa sua con un hard disk contenente dei segreti governativi. Travis decide di affrontare Robinson per recuperare l'hard disk ma quando riesce a farsi aprire la cassaforte Robinson fugge con l'aiuto di alcuni agenti dell'FBI che ingaggiano un conflitto a fuoco; Travis poi recupera il disco rigido dalla cassaforte.
Travis e Mira esaminano i dati contenuti nel disco rigido e scoprono che Dusty era innamorato di Sofia e che Robinson l'ha fatta assassinare dopo che lui si era affezionato troppo a lei. Travis mette Robinson di fronte alla verità sull'Operazione Unità e lo costringe a consegnarsi alle autorità dove viene arrestato per i suoi crimini; Mira completa il suo articolo sull'insabbiamento del governo e Travis si ritira dal suo lavoro di faccendiere fuori dagli schemi riunendosi alla sua famiglia.

## Distribuzione

### Data di uscita
Il film è stato distribuito per la prima volta in Nuova Zelanda il 10 febbraio 2022. Successivamente la Briarcliff Entertainment e la Open Road Films hanno distribuito il film in Nord America nelle sale l'11 febbraio 2022.
Le date di uscita internazionali nel corso del 2022 sono state:
- 10 febbraio negli Emirati Arabi Uniti, Nuova Zelanda, Polonia (Demaskator) e Perù (Luz Negra)
- 11 febbraio in Canada e Stati Uniti d'America
- 17 febbraio in Kuwait e Libano
- 18 febbraio in Islanda
- 23 febbraio in Francia e Russia (Игра теней)
- 24 febbraio in Croazia (U sjeni zavjere), Israele (Sokhen Ha'Tzlallim), Kazakistan, Paesi Bassi, Singapore e Thailandia
- 25 febbraio in Estonia, Lituania (Šešėlių žaidimas) e Taiwan (黑光行動)
- 9 marzo in Corea del Sud (블랙라이트)
- 10 marzo in Brasile (Agente das Sombras) e Messico (Luz Negra)
- 25 marzo in Regno Unito
- 15 aprile in Indonesia
- 18 aprile in Ungheria (Sötét múlt)
- 17 giugno in Turchia
- 27 luglio in Italia

### Divieti
Negli Stati Uniti d'America la MPAA ha classificato il film come parents strongly cautioned (PG-13) per scene contenenti forte violenza e linguaggio.

## Accoglienza

### Incassi
Il film ha incassato un totale mondiale di 15412319 $.

### Critica
Sul sito web di recensioni Rotten Tomatoes, il film ha un rating di approvazione del 9%, sulla base di 101 recensioni, e un voto medio di 3,7/10. Su Metacritic ha un punteggio medio ponderato di 27 su 100, basato su 22 recensioni di critici, che indica "recensioni generalmente negative".